# Rennplatz (Regensburg)

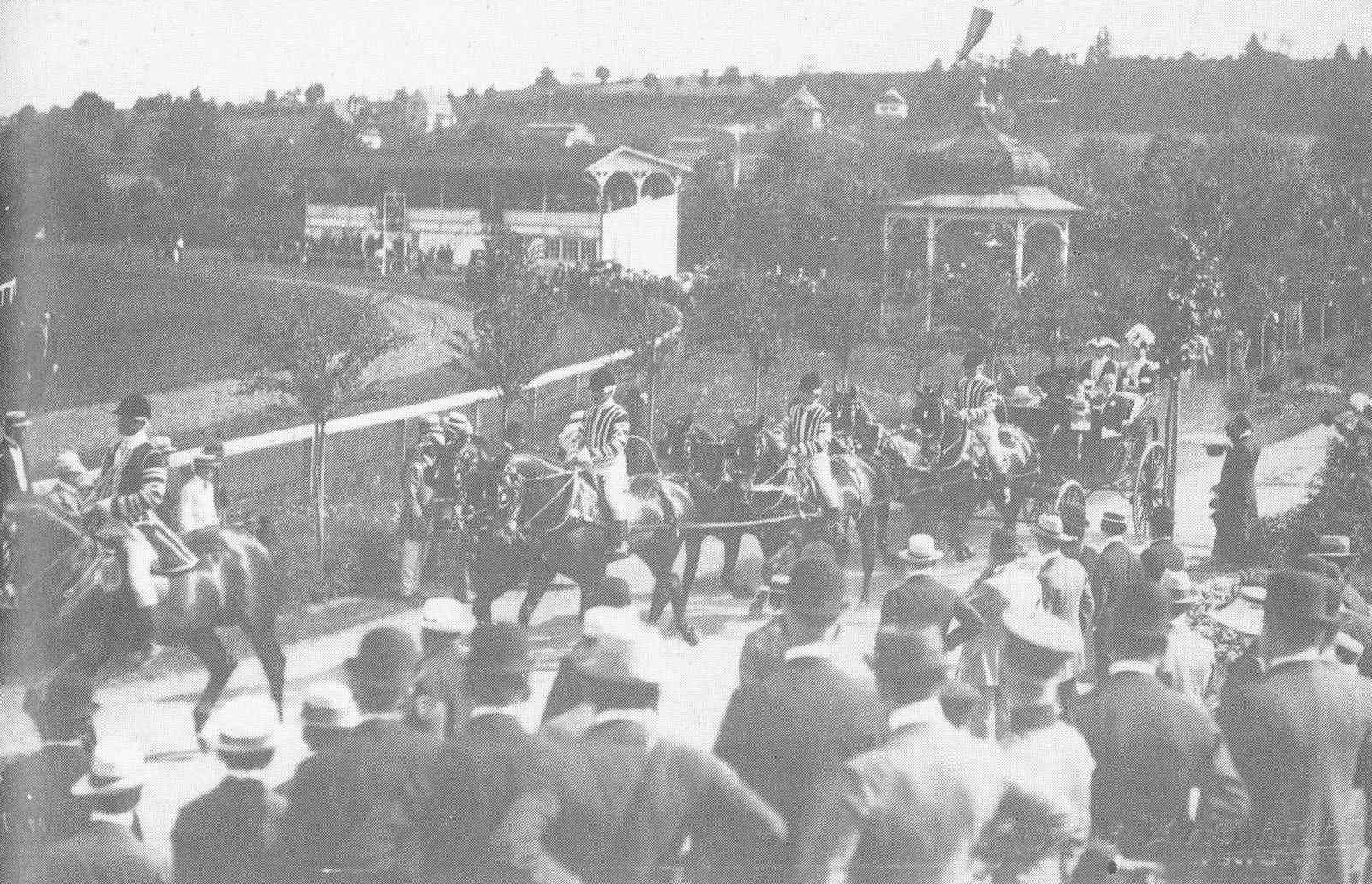
Rennplatz mit Einzug von Fürst Albert (1911)

Der Rennplatz Regensburg ist eine ehemalige Pferderennbahn im Stadtteil Prüfening im Westenviertel der Stadt Regensburg. Heute befindet sich auf dem Gebiet der einst abgelegenen Galopprennbahn ein modernes Wohnviertel sowie das Rennplatz Einkaufszentrum.

## Geografie
Der Rennplatz im Westenviertel in Regensburg befand sich zur Entstehungszeit Anfang des 20. Jahrhunderts weit außerhalb vor den Toren der Stadt. Heute ist der Rennplatz eingebettet in städtische Bebauung im Unterbezirk Mittlerer Westen im Westenviertel der Stadt Regensburg. Der Unterbezirk Mittlerer Westen, in dem sich der Rennplatz befindet, erstreckt sich hierbei von der ehemaligen Pferderennbahn im Westen bis hin zur Bundesautobahn A93 im Osten. Der Rennplatz liegt unmittelbar nördlich der Bahnstrecke Nürnberg-Regensburg nahe dem Bahnhof Prüfening am östlichen Rand des Stadtteils Prüfening.

## Geschichte

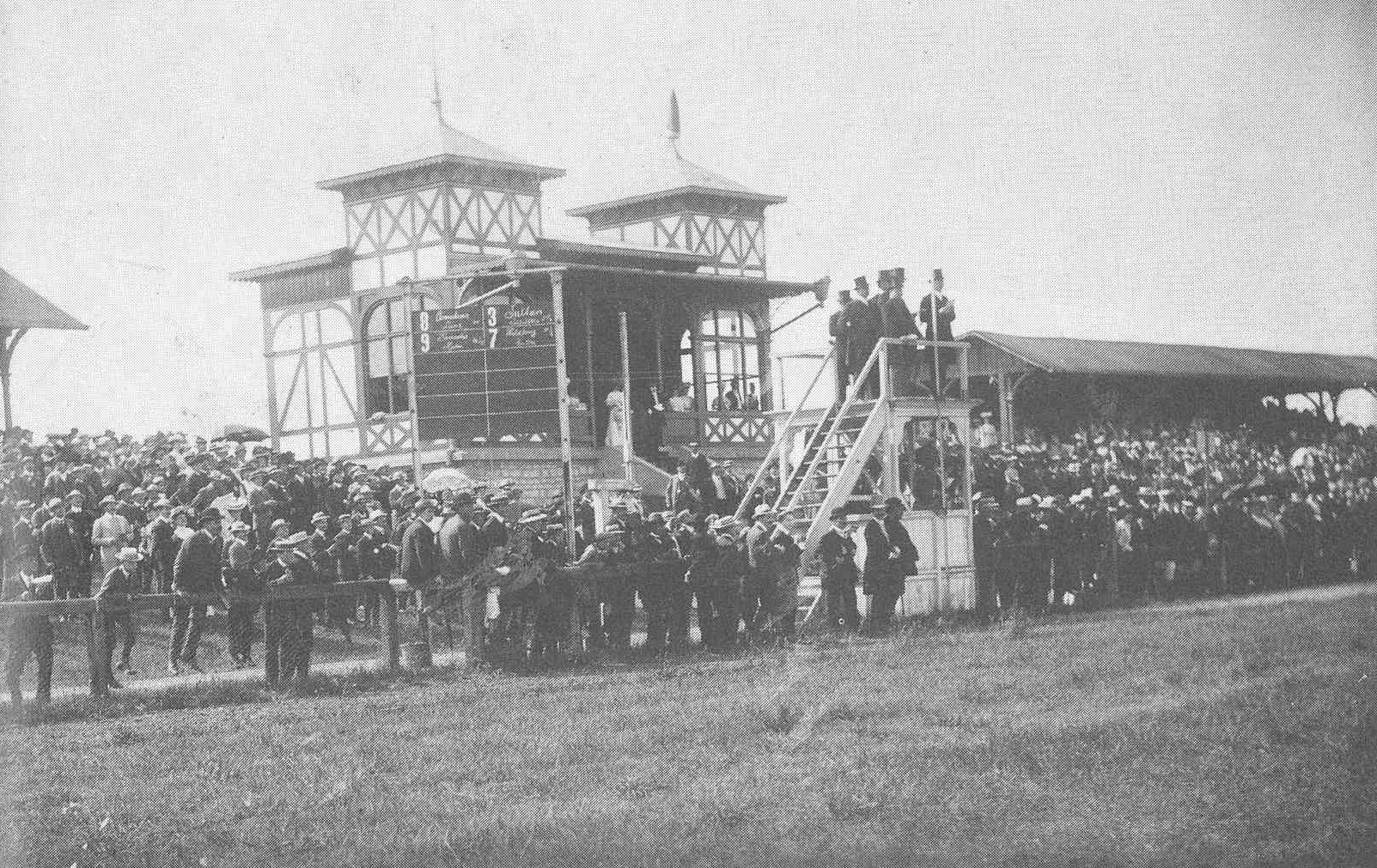
Zuschauertribüne

Bis Ende des 19. Jahrhunderts waren die Felder und Wiesen im äußeren westlichen Donaubogen im Stadtteil Prüfening noch unbebaut. Im Jahre 1902 wurde westlich dieser Felder mit Unterstützung durch Fürst Albert von Thurn und Taxis die Pferderennbahn eröffnet. Ein Bahnanschluss war durch den Bau der Eisenbahnlinien 1873/1874 über den Bahnhof Prüfening bereits vorhanden. In der Folge wurde der Rennplatz an das Straßenbahnnetz angeschlossen, wodurch auch die Bebauung des Stadtteils Prüfening vorangetrieben wurde.
Bis in die 1970er Jahre war der Regensburger Rennplatz eine etablierte Institution für Pferderennen sowie weitere Veranstaltungen. Mit der Abwanderung des Rennsportvereins in die Gemeinde Sinzing endete die Ära der Pferderennen in der Stadt Regensburg. In der Folge wurde das Gebiet in den 1990er Jahren bebaut und der heutigen Nutzung zugeführt. Die Bebauungsstruktur zeichnet die Südseite der ehemaligen Rennbahn nach.